# Sandy Koufax
Sandy Koufax (* 30. prosince 1935 New York) je bývalý americký baseballový nadhazovač.
Narodil se v židovské rodině v Brooklynu jako Sanford Braun, příjmení Koufax převzal od matčina druhého manžela. Jako student architektury na University of Cincinnati hrál košíkovou, později začal nastupovat také za univerzitní baseballový tým a v roce 1955 získal angažmá v Major League Baseball v klubu Los Angeles Dodgers. Vyhrál s ním Světovou sérii v letech 1955, 1959, 1963 a 1965, v letech 1963 a 1965 byl vyhlášen nejužitečnějším hráčem. Sedmkrát byl nominován k Major League Baseball All-Star Game, třikrát získal Pitching Triple Crown. V roce 1965 ho časopis Sports Illustrated vyhlásil světovým sportovcem roku. Byl jmenován do National Baseball Hall of Fame and Museum, do Mezinárodní síně slávy židovského sportu a do nejlepšího týmu historie MLB, jeho číslo 32 bylo v týmu Dodgers navždy vyřazeno.
V roce 1965 vzbudilo značné diskuse jeho rozhodnutí nenastoupit k zápasu Světové série, protože připadl na židovský svátek Jom kipur.
Kariéru ukončil v roce 1966 kvůli artritidě, působil jako komentátor na NBC a trenér v nižších baseballových ligách. Hrál také v televizních seriálech 77 Sunset Strip a Shotgun Slade.